# Solfara Tamburello
La solfara Tamburello o miniera Tamburello  è stata una miniera di zolfo, sita in provincia di Agrigento nelle vicinanze di Cianciana in località Raddoli, tra le meno produttive del comprensorio comunale.
La solfatara, già attiva nel 1839, risulta oggi abbandonata.